# For the Love of Mabel
Pour plus de détails, voir Fiche technique et Distribution.
For the Love of Mabel est un court métrage muet américain réalisé par Henry Lehrman, sorti en 1913.

## Fiche technique
- Titre : For the Love of Mabel
- Réalisation : Henry Lehrman
- Production : Mack Sennett
- Société de production : The Keystone Film Company
- Distribution : Mutual Film Corporation
- Durée :
- Format : Noir et blanc - 1,33:1
- Langue : film muet, intertitres anglais
- Date de sortie : 
  - États-Unis : 30 juin 1913

## Distribution
- Mabel Normand : Mabel
- Roscoe « Fatty » Arbuckle : le prétendant
- Ford Sterling :